# Río Tambopata
Der Río Tambopata ist ein etwa 410 km langer rechter Nebenfluss des Río Madre de Dios in Südost-Peru. Im Oberlauf bildet er streckenweise die Grenze zu Bolivien.

## Flusslauf
Der Río Tambopata entspringt im Osten des Distrikts Sina in der Verwaltungsregion Puno an der Nordflanke der Cordillera Apolobamba auf einer Höhe von etwa 4550 m. Der Río Tambopata fließt anfangs 40 km nach Norden und wendet sich anschließend nach Nordosten. Er passiert die Distriktverwaltungszentren Yanahuaya, San Juan del Oro und Putina Punco. Bei Flusskilometer 310 erreicht der Río Tambopata die bolivianische Grenze. Der Río Lanza trifft hier von Südosten kommend auf den Río Tambopata. Dieser fließt nun nach Norden und bildet auf den folgenden 20 Kilometern die Staatsgrenze zu Bolivien. Von links trifft der Río Azata auf den Fluss. Nach der Einmündung des Río Colorado von rechts wendet sich der Río Tambopata nach Nordwesten und weg von der Grenze. Ab Flusskilometer 240 wendet sich der Río Tambopata in Richtung Westnordwest. Er fließt nun entlang dem Fuß der Anden, im Norden flankiert von einem niedrigen Höhenkamm, der ihn vom Amazonastiefland trennt. Auf diesem Flussabschnitt treffen die Flüsse Río Rosario, Río Topati, Río Shenanuaja, Río Shehetapiti und Río Tavara von links auf den Río Tambopata. Bei Flusskilometer 175 wendet sich der Río Tambopata nach Norden und verlässt das Bergland. Der Río Tambopata erreicht die Verwaltungsregion Madre de Dios. Von links mündet der Río Blanco in den Fluss. Der Río Tambopata fließt nun in nordnordöstlicher Richtung, flankiert von einem niedrigen Höhenkamm, den er weitflächig durchschneidet. Zwischen den Flusskilometern 170 und 115 spaltet sich der Río Tambopata immer wieder in zwei Hauptarme auf. Bei Flusskilometer 150 erreicht er schließlich das eigentliche Tiefland. Bei Flusskilometer 126 trifft der Río Elías Aguirre von rechts auf den Río Tambopata, bei Flusskilometer 113 der Río Malinousqui von links. Anschließend wendet sich der Río Tambopata in Richtung Ostnordost. Er bildet nun auf seinen untersten 100 Kilometern größere Flussschlingen aus. Bei Flusskilometer 62 trifft der Río La Torre von Süden kommend auf den Fluss. Dieser wendet sich allmählich in Richtung Nordosten und mündet am östlichen Stadtrand von Puerto Maldonado auf einer Höhe von etwa 180 m in den nach Osten strömenden Río Madre de Dios.

## Einzugsgebiet und Hydrologie
Der Río Tambopata entwässert ein Areal von etwa 14.850 km². Davon liegen 13.327 km² in Peru. Das Einzugsgebiet erstreckt sich zu etwa 60 Prozent über die Berge der peruanischen und bolivianischen Ostkordillere und zu etwa 40 Prozent über das nördlich angrenzende Amazonastiefland. Der mittlere Abfluss beträgt 1240 m³/s.

## Ökologie
Der Mittellauf des Río Tambopata durchquert den Nationalpark Bahuaja Sonene. Dort befinden sich die Bergregenwälder am Nordhang der Ostkordillere. Entlang dem Südufer des Unterlaufs befindet sich im Amazonastiefland das Schutzgebiet Reserva Nacional Tambopata. Bisher wurden noch keine Wasserkraftprojekte im Einzugsgebiet des Río Tambopata realisiert.